# Grin piss
Grin Piss – polski punkrockowy zespół muzyczny założony w 2002 roku w Oleśnie przez Waldemara Szydło, Przemysława Warocha oraz Tomasza Cecha.

## Skład zespołu
Aktualny:
- Tomasz Cechu Cech – perkusja
- Waldemar Szkodnik Szydło – wokal + gitara
- Marcin Kicu Zając – bas
- Andrzej Buli Bulik – gitara
- Rafał Filip Filipowski – wokal + gitara

Byli członkowie:
- Przemysław Waroch
- Artur Pietrucha

## Historia zespołu
GRIN PISS powstał w 2002 roku w Oleśnie (woj. opolskie). Zespół, z początku grał muzykę utrzymaną w nurcie zwanym „melodic punk”. Obecnie w muzyce zespołu słychać wpływy rocka, rocka alternatywnego czy metalu jednak punkowe korzenie nadal są słyszalne. Swoje muzyczne inspiracje Grin Piss czerpie z twórczości takich zespołów jak : Sum 41, Rise Against, Fall Out Boy, Foo Fighters, Machine Head czy Kiss. Muzycy wykorzystując trzy gitary, dwa wokale i podwójną stopę perkusyjną tworzą energetyczną i mocną dawkę muzyki.
W listopadzie 2006 rozpoczęły się prace w studiu nagraniowym Hom Studio nad wybranym materiałem z 4 lat działalności zespołu. Kolejna sesja nagraniowa odbyła się w sierpniu 2007. Uwieńczeniem pracy w studio było nawiązanie współpracy z wydawnictwem Luna Music z Wrocławia, które zgodziło się wydać debiutancki album Perfect feeling.
Płyta otrzymała pozytywne recenzje w Teraz Rocku, Rumorze, Muzyce Z Głośnika i Codziennej Gazecie Muzycznej. Zespół odbył trasę koncertową po Polsce wspólnie z zespołami CF98, To nie teatr i Holden Avenue. Teledysk pojawił się w stacjach muzycznych takich jak Viva Polska, MTV Polska, 4FunTV.
Grin Piss zagrał dwukrotnie na festiwalu Nie zabijaj, dwukrotnie na festiwalu Rock Time, OFF Opole w TVP3, na licznych większych lub mniejszych imprezach z zespołami takimi jak TSA, Farben Lehre, Akurat, Happysad, NONE, CF98, Road Trip Over, Cała Góra Barwinków, Radio Bagdad, etc. W lipcu 2010 roku zespół Grin Piss, został laureatem Jarocin Festival 2010 zdobywając nagrodę publiczności.
W listopadzie 2011 r. na swoim profilu na Facebooku zespół ogłosił bezterminowe zawieszenie działalności.

## Dyskografia
- Perfect Feeling (2007)

1. “Grin Piss”
2. “The Represent of all”
3. “So don’t you”
4. “Perfect Feeling”
5. “10.000 miles away”
6. “Born again”
7. “I hate weekends”
8. “Joey’s fear”
9. “See you again”
10. “The Punk Rock show”
11. “Suffer”
12. “Never ending story”
13. “Untitiled”
14. “A letter for you”
15. “1000 reasons”

- High Purity Exploit (2011)

1. “Intro”
2. “Watch Your Step”
3. “My Porn Dot Com”
4. “Stop The World”
5. “Clean Up The Mess”
6. “Run Away”
7. “Broken”
8. “Awake”
9. “What If...”
10. “Rotting Apple”
11. “Inert Wings”
12. “Lullaby”
13. “Human Arise”
14. “Ssik & Rock”